# 645 Agrippina
A 645 Agrippina egy a Naprendszer kisbolygói közül, amit Joel Hastings Metcalf fedezett fel 1907. szeptember 13-án.